# Pangrapta bicornuta
Pangrapta bicornuta là một loài bướm đêm trong họ Erebidae.